# Anastrepha edentata
Anastrepha edentata är en tvåvingeart som beskrevs av Stone 1942. Anastrepha edentata ingår i släktet Anastrepha och familjen borrflugor. Inga underarter finns listade i Catalogue of Life.